# Verbes en slovène
Cet article décrit la conjugaison et l'utilisation des verbes slovènes.

## Modes et Temps
En slovène, il y a quatre temps :
- le présent (sedanjik) exprime les événements qui sont en train de se produire ;
- le passé (preteklik) exprime les événements qui se sont produits dans le passé ;
- le plus-que-parfait (predpreteklik) exprime les évènements qui se sont produits avant un autre événement qui s'est produit dans le passé ;
- le futur (prihodnjik) qui exprime les événements qui vont se produire.

Il y a trois modes :
- l'indicatif utilisé pour déclarer un fait ou une opinion ;
- L'impératif utilisé pour donner un ordre ;
- le conditionnel pour exprimer une possibilité ou un souhait (par exemple : si seulement je savais).

Il y a également plusieurs modes impersonnels
- l'infinitif (-ti) ;
- le supin (-t) ;
- deux participes présents actifs (-č et -e) qui expriment une action en cours ;
- deux participes passés actifs (-l et –(v)ši) qui exprime une action passée ou complétée ;
- un participe passé passif (-n et -t).

Seuls le présent, l'impératif et les modes impersonnels sont formés synthétiquement (en changeant la terminaison). Les autres temps sont
composés et sont formés avec l'aide d'un auxiliaire ou d'autres mots additionnels.Comme dans les autres langues slaves, les verbes slovènes sont classés selon leur aspect :
- perfectif (dovršni)
- imperfectif (nedovršni)

Chaque verbe est soit perfectif ou imperfectif, et la plupart des verbes se produisent par paires pour exprimer le même mais sous différents aspects. Par exemple, skákati (sauter), qui a un aspect imperfectif et peut être grossièrement traduit par « sauter (en continu) », et skočíti, qui a un aspect perfectif et peut être grossièrement traduit par « sauter (une fois) ».
Bien que chaque aspect soit représenté par un verbe complet avec sa propre conjugaison, certaines formes verbales ne sont pas ou peu utilisées dans un aspect ou l'autre. Par exemple, les verbes imperfectifs n'ont généralement pas de participe passé passif, tandis que les verbes perfectifs n'ont pas de participe présent. Le présent a 2 significations différentes en fonction de l'aspect du verbe. Pour les verbes imperfectifs, il a le sens de présent, tandis que pour les verbes perfectifs, il a un sens de futur exprimant le désir de réaliser l'action. Par exemple, pour kravo prodam "Je veux vendre la vache" (comparer avec le futur Pour kravo bom Prodal «Je vais vendre la vache").les verbes peuvent également être classés en fonction de leur transitivité (Glagolska prehodnost) et l'aspect (Glagolski vid). Beaucoup de verbes en slovène peuvent être à la fois transitif et intransitif en fonction de leur utilisation dans une phrase. Cependant, tous les verbes pronominaux, qui sont marqués par le participe soi (soi-même) sont intransitif.

## Conjugaison
Les formes conjuguées du verbe slovène peuvent être dérivées à partir d'une ou deux racines. La racine du présent est la base pour l'indicatif présent, l'impératif et le participe présent. La racine infinitive est la base pour l'infinitif, le supin et les différentes formes de participes passés. Les verbes slovènes peuvent être classifiés en plusieurs modèles de conjugaison. Le tableau suivant donne les modèles de base. Certains verbes peuvent être irréguliers et ont donc des changements imprévisibles. La colonne « présent » indique la terminaison de la première personne du singulier au présent de l'indicatif. Les lettres qui appartiennent à la racine du présent ou la racine de l'infinitif (et sont donc communes à toutes les formes basées sur ces racines) sont indiquées en gras.
| Présent | Infinitif      | Exemples                                                                           | Remarques |
| ------- | -------------- | ---------------------------------------------------------------------------------- | --- |
| -em     | -ti, -či -ati  | Nêsti,nêsem "porter" rêči, rêčem "dire" bráti, bêrem "lire" mléti, méljem "moudre" | Les racines se terminent par une consonne. Il y a beaucoup d'irrégularités dans ce groupe. La consonne finale peut être altérée par certaines terminaisons (en particulier à l'infinitif) ou peut être inversée avec la voyelle précédente. |
| -jem    | -ti -jati      | bíti, bíjem "mordre" čúti, čújem "entendre" dajáti, dájem "donner"                 | Racine se terminant par une voyelle ou certaines consonnes. |
| -jem    | -ati           | Rísati, ríšem "dessiner" jemáti, jémljem "prendre"                                 | Un -j- peut être ajouté au présent, celui-ci affecte la consonne finale de la racine verbale. |
| -ujem   | -ovati -evati  | kupováti, kupújem "acheter", plačeváti, plačújem"payer"                            | Les verbes se terminant en -evati ont toujours une racine se terminant en -č-, š-, -ž- et -j- |
| -am     | -ati           | délati, délam "faire"                                                              | Ces verbes étaient originellement une racine en -aje-. Le -j- a disparu et les voyelles se sont contractées. Le -j- réapparaît à l'infinitif et aux participes présents                                                                     |
| -em     | -eti           | razuméti, razúmem "comprendre"                                                     | |
| -im     | -iti -eti -ati | mísliti, míslim "penser" vídeti, vídim "voir" slíšati, slíšim "entendre"           | Les verbes se terminant par -ati ont toujours une racine se terminant en -č-, -š-, -ž- et -j- |
| -nem    | -niti          | dvígniti, dvígnem "soulever"                                                       | |

### Le présent de l'indicatif
Les terminaisons de ce tableau sont ajoutées à la racine du présent du verbe, pour former le présent de l'indicatif.
|              | singulier | duel   | pluriel |
| ------------ | --------- | ------ | ------- |
| 1re personne | -(e)m     | -(e)va | -(e)mo  |
| 2e personne  | -(e)š     | -(e)ta | -(e)te  |
| 3e personne  | -(e)      | -(e)ta | -(e)jo  |

Un -e- est ajouté lorsque la racine du verbe se termine par une consonne. Ce -e- provoque des changements dans les racines se terminant par -k et -g (infinitif en -či) qui deviennent -č et -ž. Dans certains verbes avec racine se terminant par une consonne, une ancienne forme courte de la troisième personne du pluriel existe , qui est juste -o au lieu de -ejo . De même, dans les verbes avec racines en -i- , la terminaison -ijo a une forme courte alternative -e .

### L'impératif
L'impératif exprime un ordre, il n'existe qu'au présent. On ne le trouve pas à la première personne du singulier, ni à la troisième personne du singulier et du pluriel.
|              | singulier | duel | pluriel |
| ------------ | --------- | ---- | ------- |
| 1re personne | -         | -iva | -imo    |
| 2e personne  | -i        | -ita | -ite    |
| 3e personne  | -         | -ta  | -jo     |

si la racine du présent se termine en -a-, alors le -i devient -j- . Les racines se terminant par une autre voyelle suppriment cette voyelle. Les terminaisons de l'impératif provoquent aussi des changements dans les racines se terminant en -k- et -g-, celles-ci deviennent respectivement -c- et -z-.

### Les formes impersonnelles
Il y a deux noms verbaux, l'infinitif et le supin.
L'infinitif (nedolonik) est la forme de base du verbe, celle qu'on trouve dans les dictionnaires. Elle se terminent par -ti. Quand la terminaison de l'infinitif est attachée à une racine se terminant par une consonne, cette consonne peut être modifiée, par exemple :
- -p-ti → -psti
- -b-ti → -bsti (grebsti, grebe « rayer, érafler »)
- -d-ti → -sti (sesti, sede « s'asseoir »)
- -t-ti → -sti (plesti, pletem « tresser »)
- -st-ti → -sti (rasti, rastem « grandir »)
- -z-ti → -sti (gristi, grizem « mâcher »)
- -g-ti → -či (leči, ležem, legel « s'allonger »)
- -k-ti → -či (reči, rečim, rekel « dire »)

Le supin (namenilnik) est formé en enlevant le -i de la terminaison de l'infinitif. Il est utilisé avec les verbes de mouvement, par exemple :
v novi so odšli iskat bogastvo (litt. : « ils sont allés au nouveau monde pour chercher fortune ») ;
pojdi se solit  (litt. : « salez vous-même », cette déclaration idiomatique est utilisée pour exprimer la gêne ou le refus) ;
stekli smo pogasit ogenj (« nous avons couru pour éteindre le feu »).

### Participes présents actifs
Il y a deux formes de participe présent actif. Elles sont utilisées uniquement avec les verbes imperfectifs et correspondent au participe présent du français.
Le premier est un participe adjectival formé en ajoutant -eč aux verbes en -i et -e (qui perdent leur voyelle finale), -joč aux verbes se terminant en -a et -oč pour les autres verbes. Il est décliné comme un adjectif.
exemples : 
- Otrok, ki joka, je jokajoč otrok. (litt. un enfant qui pleure est un enfant pleurant)
- V sobo je vstopil glasno pojoč. (Il est entré dans la pièce en chantant fort.)

Le second est un participe adverbial. Il était à l'origine la forme du nominatif singulier du participe présent actif.  Il est formé en supprimé le -č du participe présent actif et change le -o en -e. Pour les verbes en -uj/-ovati cela donne -uje. Cette forme est néanmoins archaïque et remplacée par -ovaje.
exemple : Sede se je pretegnil. ([Alors qu']il était assis, il s'étendit)

### Participes passés actif
il y a deux formes de participes passés actifs, qui ont chacun leurs fonctions.
Le participe en -l existe pour tous les verbes et sert à former le temps passé. Il est adjectival, déclinable seulement au nominatif et en genre et en nombre. Il se forme en ajoutant -l à la racine de l'infinitif Une voyelle de remplissage (schwa , -e-) est inséré dans la forme au masculin singulier lorsqu'il est fixé à un infinitif des verbes avec racine terminée par une consonne.
|          | singulier | duel | pluriel |
| -------- | --------- | ---- | ------- |
| Masculin | -l        | -la  | -li     |
| féminin  | -la       | -li  | -le     |
| neutre   | -lo       | -li  | -la     |

Exemples :
- videl sem (j'ai vu)
- ob tej novici je prebedela ([en entendant les nouvelles, elle est devenue pâle)

Le participe en š est un participe adverbial qui est utilisé rarement en slovène moderne. Il exprime une action complétée. Son équivalent en français est  Ayant + participe passé. Il est formé en ajoutant -vši à la racine de l'infinitif ou – ši si la racine se termine par une consonne.
Exemples:
- Stopivši iz hiše, se je napotil v krčmo. (Ayant sorti de la maison, il se dirige vers le café)

### Participe passé passif
Il existe seulement pour les verbe transitifs, et presque uniquement des verbes perfectifs. Il y a deux suffixes différents :
suffixe -n : ajouté aux verbes qui ont une racine infinitive en -a-. on ajoute -jen pour les verbes en -i- , mais le -j peut disparaître après la consonne précédente. Un petit nombre de verbes, surtout ceux avec un présent avec voyelle suivi de -je- ont une terminaison complètement différente : -t. Exemples :
- Parkiran avto je bil ukraden. (la voiture garée a été volée.) (peut-être meilleur à la voix active, "Parkiran avto so ukradli.")
- Sodišče je sodilo obtožen emu roparju. (La cour a jugé le voleur accusé.)
- Spočit konj je čakal na dvorišču. (un cheval reposé attendait dans la cour.)

## Formes analytiques

### L'indicatif passé
la passé (ou prétérit) est utilisé pour exprimer un événement qui a s'est produit dans le passé. Il est formé avec l'auxiliaire être au présent et le participe passé en -l. Le participe passé s'accorde en genre et en nombre avec le sujet. Exemples : 
- sem videl (J'ai vu, dis par un homme)
- sem videla (J'ai vu, dis par une femme)
- je odšla (elle a été)
- so odkrili (ils ont découvert)

### L'indicatif plus-que-parfait
le plus-que-parfait exprime les événements qui se sont produits avant un autre événement qui s'est produit dans le passé. Il est rarement utilisé dans la langue parlée où il est remplacé par le passé
Il est formé comme si c'était le passé du passé, grâce à l'auxiliaire être au présent plus le participe en -l du verbe être et enfin le participe passé en -l. Le participe s'accorde en genre et en nombre avec le sujet.
Exemples
- sem bil videl (J'avais vu, dis par un homme)
- sem bila videla (J'avais vu, dis par une femme)
- je bila odšla (elle avait été)
- so bili odkrili (ils avaient découvert)

### L'indicatif futur
le futur exprime les événements qui vont se produire dans le futur. 
Le verbe « biti » (être) est le seul verbe à se former au futur. Les autres verbes, qui n'ont pas de forme future, sont formés avec le verbe « biti » au futur et le participe en -l.
- videl bom (Je verrai, dis par un homme)
- videla bom (Je verrai, dis par une femme)
- odšla bo (elle ira) bodo odkrili (ils découvrirons)

### Le conditionnel
Le mode conditionnel est utilisé pour exprimé des désirs, des souhaits et des conditions hypothétiques (souvent impossibles)
Le conditionnel présent est formé à l'aide de la particule « bi » avec le participe en -l. Le conditionnel passé est, comme le plus-que-parfait, rarement utilisé et se forme de la même manière, c'est-à-dire la particule -bi + le participe en -l du verbe être + le participe en -l du verbe conjugué.
- V primeru, da bi prišlo do požara, bomo umrli. (S'il y avait un incendie, nous mourrions.)
- Če bi (bili) končali prej, bi bili zdaj prosti. (Si nous avions fini plus tôt, nous serions libres maintenant, .)
- O, da bi bila jesen! (Oh, si seulement c'était l'automne!) (litt.)
- O, ko bi le bila jesen! (Oh, si seulement c'était l'automne)

### La voix passive
la voix passive est formé en utilisant l'auxiliaire être + le participe passé passif du verbe conjugué. Il peut être aussi formé en tournant un verbe en verbe réflexif en ajoutant le pronom reflexif « se » à la fin du verbe. Le passif est rarement utilisé sauf pour les verbes réflexif. 
- Izvoljen je bil za člana Kraljeve družbe (il a été élu compagnon de la société royale).  Il est plus commun de d'utiliser la voix active avec une forme impersonnelle de la 3ème personne du pluriel.  Izvolili so ga za člana Kraljeve družbe (ils l'ont élu compagnon de la société royale).

## Tableaux de conjugaison
|                                      |                | Temps             |                 |                            |                            |                 |             |                      |                    |                    |
| Nombre                               | Personne       | Indicatif présent | Indicatif passé | Indicatif plus-que-parfait | Indicatif plus-que-parfait | Indicatif futur | Impératif   | Conditionnel présent | Conditionnel passé | Conditionnel passé |
| Singulier                            | Première       | tresem            | sem tresel      | sem bil tresel             | sem bil tresel             | bom tresel      | --          | bi tresel            | bi bil tresel      | bi bil tresel      |
| Singulier                            | Deuxième       | treseš            | si tresel       | si bil tresel              | si bil tresel              | boš tresel      | tresi       | bi tresel            | bi bil tresel      | bi bil tresel      |
| Singulier                            | Troisième      | trese             | je tresel       | je bil tresel              | je bil tresel              | bo tresel       | naj trese   | bi tresel            | bi bil tresel      | bi bil tresel      |
| Duel                                 | Première       | treseva           | sva tresla      | sva bila tresla            | sva bila tresla            | bova tresla     | tresiva     | bi tresla            | bi bila tresla     | bi bila tresla     |
| Duel                                 | Deuxième       | treseta           | sta tresla      | sta bila tresla            | sta bila tresla            | bosta tresla    | tresita     | bi tresla            | bi bila tresla     | bi bila tresla     |
| Duel                                 | Troisième      | treseta           | sta tresla      | sta bil tresla             | sta bil tresla             | bosta tresla    | naj treseta | bi tresla            | bi bila tresla     | bi bila tresla     |
| Pluriel                              | Première       | tresemo           | smo tresli      | smo bili tresli            | smo bili tresli            | bomo tresli     | tresimo     | bi tresli            | bi bili tresli     | bi bili tresli     |
| Pluriel                              | Deuxième       | tresete           | ste tresli      | ste bili tresli            | ste bili tresli            | boste tresli    | tresite     | bi tresli            | bi bili tresli     | bi bili tresli     |
| Pluriel                              | Troisième      | tresejo           | so tresli       | so bili tresli             | so bili tresli             | bodo tresli     | naj tresejo | bi tresli            | bi bili tresli     | bi bili tresli     |
| Participes, Gérondif et Noms verbaux |                |                   |                 |                            |                            |                 |             |                      |                    |                    |
|                                      |                | Singulier         | Singulier       | Singulier                  | Duel                       | Duel            | Duel        | Pluriel              | Pluriel            | Pluriel            |
|                                      | Nom            | Masculin          | Feminin         | Neutre                     | Masculin                   | Feminin         | Neutre      | Masculin             | Feminin            | Neutre             |
| Participes                           | Présent actif  | ---               | ---             | ---                        | ---                        | ---             | ---         | ---                  | ---                | ---                |
| Participes                           | Passé actif I  | tresel            | tresla          | treslo                     | tresla                     | tresli          | tresli      | tresli               | tresle             | tresla             |
| Participes                           | Passé passif   | raztresen         | raztresena      | raztreseno                 | raztresena                 | raztreseni      | raztreseni  | raztreseni           | raztresene         | raztresena         |
| Gérondif                             | Présent actif  | ---               | ---             | ---                        | Noms verbaux               | Infinitif       | tresti      | tresti               | tresti             | tresti             |
| Gérondif                             | Passé actif II | --                | --              | --                         | Noms verbaux               | Supin           | trest       | trest                | trest              | trest              |

|                                      |                | Temps             |                 |                            |                            |                 |            |                      |                    |                    |
| Nombre                               | Personne       | Indicatif présent | Indicatif passé | Indicatif plus-que-parfait | Indicatif plus-que-parfait | Indicatif futur | Impératif  | Conditionnel présent | Conditionnel passé | Conditionnel passé |
| Singulier                            | Première       | venem             | sem venil       | sem bil venil              | sem bil venil              | bom venil       | --         | bi venil             | bi bil venil       | bi bil venil       |
| Singulier                            | Deuxième       | veneš             | si venil        | si bil venil               | si bil venil               | boš venil       | veni       | bi venil             | bi bil venil       | bi bil venil       |
| Singulier                            | Troisième      | vene              | je venil        | je bil venil               | je bil venil               | bo venil        | naj vene   | bi venil             | bi bil venil       | bi bil venil       |
| Duel                                 | Première       | veneva            | sva venila      | sva bila venila            | sva bila venila            | bova venila     | veniva     | bi venila            | bi bila venila     | bi bila venila     |
| Duel                                 | Deuxième       | veneta            | sta venila      | sta bila venila            | sta bila venila            | bosta venila    | venita     | bi venila            | bi bila venila     | bi bila venila     |
| Duel                                 | Troisième      | veneta            | sta venila      | sta bil venila             | sta bil venila             | bosta venila    | naj veneta | bi venila            | bi bila venila     | bi bila venila     |
| Pluriel                              | Première       | venemo            | smo venili      | smo bili venili            | smo bili venili            | bomo venili     | venimo     | bi venili            | bi bili venili     | bi bili venili     |
| Pluriel                              | Deuxième       | venete            | ste venili      | ste bili venili            | ste bili venili            | boste venili    | venite     | bi venili            | bi bili venili     | bi bili venili     |
| Pluriel                              | Troisième      | venejo            | so venili       | so bili venili             | so bili venili             | bodo venili     | naj venejo | bi venili            | bi bili venili     | bi bili venili     |
| Participes, gérondif et noms verbaux |                |                   |                 |                            |                            |                 |            |                      |                    |                    |
|                                      |                | Singulier         | Singulier       | Singulier                  | Duel                       | Duel            | Duel       | Pluriel              | Pluriel            | Pluriel            |
|                                      | Nom            | Masculin          | Féminin         | Neutre                     | Masculin                   | Feminin         | Neutre     | Masculin             | Feminin            | Neutre             |
| Participes                           | Présent actif  | ---               | ---             | ---                        | ---                        | ---             | ---        | ---                  | ---                | ---                |
| Participes                           | Passé actif I  | venil             | venila          | venilo                     | venila                     | venili          | venili     | venili               | venile             | venila             |
| Participes                           | Passé passif   | ---               | ---             | ---                        | ---                        | ---             | ---        | ---                  | ---                | ---                |
| Gerondif                             | Présent actif  | ---               | ---             | ---                        | Noms verbaux               | Infinitif       | veniti     | veniti               | veniti             | veniti             |
| Gerondif                             | Passé actif II | --                | --              | --                         | Noms verbaux               | Supin           | venit      | venit                | venit              | venit              |

|                                      |                | Temps             |                 |                            |                            |                 |              |                      |                    |                    |
| Nombre                               | Personne       | Indicatif présent | Indicatif passé | Indicatif plus-que-parfait | Indicatif plus-que-parfait | Indicatif futur | Impératif    | Conditionnel présent | Conditionnel passé | Conditionnel passé |
| Singulier                            | Première       | kupujem           | sem kupoval     | sem bil kupoval            | sem bil kupoval            | bom kupoval     | --           | bi kupoval           | bi bil kupoval     | bi bil kupoval     |
| Singulier                            | Deuxième       | kupuješ           | si kupoval      | si bil kupoval             | si bil kupoval             | boš kupoval     | kupuj        | bi kupoval           | bi bil kupoval     | bi bil kupoval     |
| Singulier                            | Troisième      | kupuje            | je kupoval      | je bil kupoval             | je bil kupoval             | bo kupoval      | naj kupuje   | bi kupoval           | bi bil kupoval     | bi bil kupoval     |
| Duel                                 | Première       | kupujeva          | sva kupovala    | sva bila kupovala          | sva bila kupovala          | bova kupoval    | kupujva      | bi kupovala          | bi bila kupovala   | bi bila kupovala   |
| Duel                                 | Deuxième       | kupujeta          | sta kupovala    | sta bila kupovala          | sta bila kupovala          | bosta kupovala  | kupujta      | bi kupovala          | bi bila kupovala   | bi bila kupovala   |
| Duel                                 | Troisième      | kupujeta          | sta kupovala    | sta bil kupovala           | sta bil kupovala           | bosta kupovala  | naj kupujeta | bi kupovala          | bi bila kupovala   | bi bila kupovala   |
| Pluriel                              | Première       | kupujemo          | smo kupovali    | smo bili kupovali          | smo bili kupovali          | bomo kupovali   | kupujmo      | bi kupovali          | bi bili kupovali   | bi bili kupovali   |
| Pluriel                              | Deuxième       | kupujete          | ste kupovali    | ste bili kupovali          | ste bili kupovali          | boste kupovali  | kupujte      | bi kupovali          | bi bili kupovali   | bi bili kupovali   |
| Pluriel                              | Troisième      | kupujejo          | so kupovali     | so bili kupovali           | so bili kupovali           | bodo kupovali   | naj kupujejo | bi kupovali          | bi bili kupovali   | bi bili kupovali   |
| Participes, gérondif et noms verbaux |                |                   |                 |                            |                            |                 |              |                      |                    |                    |
|                                      |                | Singulier         | Singulier       | Singulier                  | Duel                       | Duel            | Duel         | Pluriel              | Pluriel            | Pluriel            |
|                                      | Nom            | Masculin          | Feminine        | Neutre                     | Masculin                   | Feminin         | Neutre       | Masculin             | Feminin            | Neutre             |
| Participles                          | Présent actif  | kupujoč           | kupujoča        | kupujoče                   | kupujoča                   | kupujoči        | kupujoči     | kupujoči             | kupujoče           | kupujoča           |
| Participles                          | Passé actif I  | kupoval           | kupovala        | kupovalo                   | kupovala                   | kupovali        | kupovali     | kupovali             | kupovale           | kupovala           |
| Participles                          | Passé passif   | kupovan           | kupovana        | kupovano                   | kupovana                   | kupovani        | kupovani     | kupovani             | kupovane           | kupovana           |
| Gérondif                             | Présent actif  | kupovaje          | kupovaje        | kupovaje                   | Noms verbaux               | Infinitif       | kupovati     | kupovati             | kupovati           | kupovati           |
| Gérondif                             | Passé actif II | --                | --              | --                         | Noms verbaux               | Supin           | kupovat      | kupovat              | kupovat            | kupovat            |

|                                         |                | Temps             |                 |                            |                            |                 |            |                      |                    |                    |
| Nombre                                  | Personne       | Indicatif présent | Indicatif passé | Indicatif plus-que-parfait | Indicatif plus-que-parfait | Indicatif futur | Impératif  | Conditionnel présent | Conditionnel passé | Conditionnel passé |
| Singulier                               | Première       | delam             | sem delal       | sem bil delal              | sem bil delal              | bom delal       | --         | bi delal             | bi bil delal       | bi bil delal       |
| Singulier                               | Deuxième       | delaš             | si delal        | si bil delal               | si bil delal               | boš delal       | delaj      | bi delal             | bi bil delal       | bi bil delal       |
| Singulier                               | Troisième      | dela              | je delal        | je bil delal               | je bil delal               | bo delal        | naj dela   | bi delal             | bi bil delal       | bi bil delal       |
| Duel                                    | Première       | delava            | sva delala      | sva bila delala            | sva bila delala            | bova delal      | delajva    | bi delala            | bi bila delala     | bi bila delala     |
| Duel                                    | Deuxième       | delata            | sta delala      | sta bila delala            | sta bila delala            | bosta delala    | delajta    | bi delala            | bi bila delala     | bi bila delala     |
| Duel                                    | Troisième      | delata            | sta delala      | sta bil delala             | sta bil delala             | bosta delala    | naj delata | bi delala            | bi bila delala     | bi bila delala     |
| Pluriel                                 | Première       | delamo            | smo delali      | smo bili delali            | smo bili delali            | bomo delali     | delajmo    | bi delali            | bi bili delali     | bi bili delali     |
| Pluriel                                 | Deuxième       | delate            | ste delali      | ste bili delali            | ste bili delali            | boste delali    | delajte    | bi delali            | bi bili delali     | bi bili delali     |
| Pluriel                                 | Troisième      | delajo            | so delali       | so bili delali             | so bili delali             | bodo delali     | naj delajo | bi delali            | bi bili delali     | bi bili delali     |
| Participes, Gérondifs, and Noms Verbaux |                |                   |                 |                            |                            |                 |            |                      |                    |                    |
|                                         |                | Singulier         | Singulier       | Singulier                  | Duel                       | Duel            | Duel       | Pluriel              | Pluriel            | Pluriel            |
|                                         | Nom            | Masculin          | Feminin         | Neutre                     | Masculin                   | Feminin         | Neutre     | Masculin             | Feminin            | Neutre             |
| Participes                              | Présent actif  | delajoč           | delajoča        | delajoče                   | delajoča                   | delajoči        | delajoči   | delajoči             | delajoče           | delajoča           |
| Participes                              | Passé actif I  | delal             | delala          | delalo                     | delala                     | delali          | delali     | delali               | delale             | delala             |
| Participes                              | Passé passif   | zdelan            | zdelana         | zdelano                    | zdelana                    | zdelani         | zdelani    | zdelani              | zdelane            | zdelana            |
| Gerondifs                               | Présent actif  | ---               | ---             | ---                        | Noms verbaux               | Infinitif       | delati     | delati               | delati             | delati             |
| Gerondifs                               | Passé actif II | predelavši        | predelavši      | predelavši                 | Noms verbaux               | Supin           | delat      | delat                | delat              | delat              |

|                                       |                | Temps             |                 |                            |                            |                 |            |                      |                    |                    |
| Nombre                                | Personne       | Indicatif présent | Indicatif passé | Indicatif plus-que-parfait | Indicatif plus-que-parfait | Indicatif futur | Impératif  | Conditionnel présent | Conditionnel passé | Conditionnel passé |
| Singulier                             | Première       | želim             | sem želel       | sem bil želel              | sem bil želel              | bom želel       | --         | bi želel             | bi bil želel       | bi bil želel       |
| Singulier                             | Deuxième       | želiš             | si želel        | si bil želel               | si bil želel               | boš želel       | želi       | bi želel             | bi bil želel       | bi bil želel       |
| Singulier                             | Troisième      | želi              | je želel        | je bil želel               | je bil želel               | bo želel        | naj želi   | bi želel             | bi bil želel       | bi bil želel       |
| Duel                                  | Première       | želiva            | sva želela      | sva bila želela            | sva bila želela            | bova želel      | želiva     | bi želela            | bi bila želela     | bi bila želela     |
| Duel                                  | Deuxième       | želita            | sta želela      | sta bila želela            | sta bila želela            | bosta želela    | želita     | bi želela            | bi bila želela     | bi bila želela     |
| Duel                                  | Troisième      | želita            | sta želela      | sta bil želela             | sta bil želela             | bosta želela    | naj želita | bi želela            | bi bila želela     | bi bila želela     |
| Pluriel                               | Première       | želimo            | smo želeli      | smo bili želeli            | smo bili želeli            | bomo želeli     | želimo     | bi želeli            | bi bili želeli     | bi bili želeli     |
| Pluriel                               | Deuxième       | želite            | ste želeli      | ste bili želeli            | ste bili želeli            | boste želeli    | želite     | bi želeli            | bi bili želeli     | bi bili želeli     |
| Pluriel                               | Troisième      | žele / želijo     | so želeli       | so bili želeli             | so bili želeli             | bodo želeli     | naj žele   | bi želeli            | bi bili želeli     | bi bili želeli     |
| Participes, Gérondifs et Noms verbaux |                |                   |                 |                            |                            |                 |            |                      |                    |                    |
|                                       |                | Singulier         | Singulier       | Singulier                  | Duel                       | Duel            | Duel       | Pluriel              | Pluriel            | Pluriel            |
|                                       | Nom            | Masculin          | Feminin         | Neutre                     | Masculin                   | Feminin         | Neutre     | Masculin             | Feminin            | Neutre             |
| Participes                            | Présent actif  | želeč             | želeča          | želeče                     | želeča                     | želeči          | želeči     | želeči               | želeče             | želeča             |
| Participes                            | Passé actif I  | želel             | želela          | želelo                     | želela                     | želeli          | želeli     | želeli               | želele             | želela             |
| Participes                            | Passé passif   | zaželen           | zaželena        | zaželeno                   | zaželena                   | zaželeni        | zaželeni   | zaželeni             | zaželene           | zaželena           |
| Gerondifs                             | Présent actif  | žele              | žele            | žele                       | Noms verbaux               | Infinitif       | želeti     | želeti               | želeti             | želeti             |
| Gerondifs                             | Passé actif II | zaželevši         | zaželevši       | zaželevši                  | Noms verbaux               | Supin           | želet      | želet                | želet              | želet              |

Les tableaux suivant concernent les verbes athématiques du slovène : dati (donner), vedeti (savoir), jesti (manger), and biti (être).
|                                       |               | Temps             |                 |                            |                            |                 |           |                      |                    |                    |
| Nombre                                | Personne      | Indicatif présent | Indicatif passé | Indicatif plus-que-parfait | Indicatif plus-que-parfait | Indicatif futur | Impératif | Conditionnel présent | Conditionnel passé | Conditionnel passé |
| Singulier                             | Première      | dam               | sem dal         | sem bil dal                | sem bil dal                | bom dal         | --        | bi dal               | bi bil dal         | bi bil dal         |
| Singulier                             | Deuxième      | daš               | si dal          | si bil dal                 | si bil dal                 | boš dal         | daj       | bi dal               | bi bil dal         | bi bil dal         |
| Singulier                             | Troisième     | da                | je dal          | je bil dal                 | je bil dal                 | bo dal          | naj da    | bi dal               | bi bil dal         | bi bil dal         |
| Duel                                  | Première      | dava              | sva dala        | sva bila dala              | sva bila dala              | bova dal        | dajva     | bi dala              | bi bila dala       | bi bila dala       |
| Duel                                  | Deuxième      | dasta             | sta dala        | sta bila dala              | sta bila dala              | bosta dala      | dajta     | bi dala              | bi bila dala       | bi bila dala       |
| Duel                                  | Troisième     | dasta             | sta dala        | sta bil dala               | sta bil dala               | bosta dala      | naj data  | bi dala              | bi bila dala       | bi bila dala       |
| Pluriel                               | Première      | damo              | smo dali        | smo bili dali              | smo bili dali              | bomo dali       | dajmo     | bi dali              | bi bili dali       | bi bili dali       |
| Pluriel                               | Deuxième      | daste             | ste dali        | ste bili dali              | ste bili dali              | boste dali      | dajte     | bi dali              | bi bili dali       | bi bili dali       |
| Pluriel                               | Troisième     | dado / dajo       | so dali         | so bili dali               | so bili dali               | bodo dali       | naj dado  | bi dali              | bi bili dali       | bi bili dali       |
| Participes, Gérondifs et noms verbaux |               |                   |                 |                            |                            |                 |           |                      |                    |                    |
|                                       |               | Singulier         | Singulier       | Singulier                  | Duel                       | Duel            | Duel      | Pluriel              | Pluriel            | Pluriel            |
|                                       | Nom           | Masculin          | Féminin         | Neutre                     | Masculin                   | Féminin         | Neutre    | Masculin             | Féminin            | Neutre             |
| Participes                            | Présent actif | ---               | ---             | ---                        | ---                        | ---             | ---       | ---                  | ---                | ---                |
| Participes                            | Passé actif I | dal               | dala            | dalo                       | dala                       | dali            | dali      | dali                 | dale               | dala               |
| Participes                            | Passé passif  | dan               | dana            | dano                       | dana                       | dani            | dani      | dani                 | dane               | dana               |
| Gérondifs                             | Présent actif | ---               | ---             | ---                        | Noms verbaux               | Infinitif       | dati      | dati                 | dati               | dati               |
| Gérondifs                             | Passé actif I | podavši           | podavši         | podavši                    | Noms verbaux               | Supin           | dat       | dat                  | dat                | dat                |

|                                       |                | Temps             |                 |                            |                            |                 |           |                      |                    |                    |
| Nombre                                | Personne       | Indicatif présent | Indicatif passé | Indicatif plus-que-parfait | Indicatif plus-que-parfait | Indicatif futur | Impératif | Conditionnel présent | Conditionnel passé | Conditionnel passé |
| Singulier                             | Première       | vem               | sem vedel       | sem bil vedel              | sem bil vedel              | bom vedel       | --        | bi vedel             | bi bil vedel       | bi bil vedel       |
| Singulier                             | Deuxième       | veš               | si vedel        | si bil vedel               | si bil vedel               | boš vedel       | vedi      | bi vedel             | bi bil vedel       | bi bil vedel       |
| Singulier                             | Troisième      | ve                | je vedel        | je bil vedel               | je bil vedel               | bo vedel        | naj ve    | bi vedel             | bi bil vedel       | bi bil vedel       |
| Duel                                  | Première       | veva              | sva vedela      | sva bila vedela            | sva bila vedela            | bova vedel      | vediva    | bi vedela            | bi bila vedela     | bi bila vedela     |
| Duel                                  | Deuxième       | vesta             | sta vedela      | sta bila vedela            | sta bila vedela            | bosta vedela    | vedita    | bi vedela            | bi bila vedela     | bi bila vedela     |
| Duel                                  | Troisième      | vesta             | sta vedela      | sta bil vedela             | sta bil vedela             | bosta vedela    | naj vesta | bi vedela            | bi bila vedela     | bi bila vedela     |
| Pluriel                               | Première       | vemo              | smo vedeli      | smo bili vedeli            | smo bili vedeli            | bomo vedeli     | vedimo    | bi vedeli            | bi bili vedeli     | bi bili vedeli     |
| Pluriel                               | Deuxième       | veste             | ste vedeli      | ste bili vedeli            | ste bili vedeli            | boste vedeli    | vedite    | bi vedeli            | bi bili vedeli     | bi bili vedeli     |
| Pluriel                               | Troisième      | vedo              | so vedeli       | so bili vedeli             | so bili vedeli             | bodo vedeli     | naj vedo  | bi vedeli            | bi bili vedeli     | bi bili vedeli     |
| Participes, Gérondifs et noms verbaux |                |                   |                 |                            |                            |                 |           |                      |                    |                    |
|                                       |                | Singulier         | Singulier       | Singulier                  | Duel                       | Duel            | Duel      | Pluriel              | Pluriel            | Pluriel            |
|                                       | Nom            | Masculin          | Feminin         | Neutre                     | Masculin                   | Feminin         | Neutre    | Masculin             | Feminin            | Neutre             |
| Participes                            | Présent actif  | vedoč             | vedoča          | vedoče                     | vedoča                     | vedoči          | vedoči    | vedoči               | vedoče             | vedoča             |
| Participes                            | Passé actif I  | vedel             | vedela          | vedelo                     | vedela                     | vedeli          | vedeli    | vedeli               | vedele             | vedela             |
| Participes                            | Passé passif   | ---               | ---             | ---                        | ---                        | ---             | ---       | ---                  | ---                | ---                |
| Gérondifs                             | Présent actif  | vede              | vede            | vede                       | Noms verbaux               | Infinitif       | vedeti    | vedeti               | vedeti             | vedeti             |
| Gérondifs                             | Passé actif II | zvedevši          | zvedevši        | zvedevši                   | Noms verbaux               | Supin           | ---       | ---                  | ---                | ---                |

|                                       |                | Temps             |                 |                            |                            |                 |              |                      |                    |                    |
| Nombre                                | Personne       | Indicatif présent | Indicatif passé | Indicatif plus-que-parfait | Indicatif plus-que-parfait | Indicatif futur | Impératif    | Conditionnel présent | Conditionnel passé | Conditionnel passé |
| Singulier                             | Première       | jem               | sem jedel       | sem bil jedel              | sem bil jedel              | bom jedel       | --           | bi jedel             | bi bil jedl        | bi bil jedl        |
| Singulier                             | Deuxième       | ješ               | si jedel        | si bil jedel               | si bil jedel               | boš jedel       | jej          | bi jedel             | bi bil jedl        | bi bil jedl        |
| Singulier                             | Troisième      | je                | je jedel        | je bil jedl                | je bil jedl                | bo jedl         | naj je       | bi jedl              | bi bil jedel       | bi bil jedel       |
| Duel                                  | Première       | jeva              | sva jedla       | sva bila jedla             | sva bila jedla             | bova jedl       | jejva        | bi jedla             | bi bila jedla      | bi bila jedla      |
| Duel                                  | Deuxième       | jesta             | sta jedla       | sta bila jedla             | sta bila jedla             | bosta jedla     | jejta        | bi jedla             | bi bila jedla      | bi bila jedla      |
| Duel                                  | Troisième      | jesta             | sta jedla       | sta bil jedla              | sta bil jedla              | bosta jedla     | naj jeta     | bi jedla             | bi bila jedla      | bi bila jedla      |
| Pluriel                               | Première       | jemo              | smo jedli       | smo bili jedli             | smo bili jedli             | bomo jedli      | jejmo        | bi jedli             | bi bili jedli      | bi bili jedli      |
| Pluriel                               | Deuxième       | jeste             | ste jedli       | ste bili jedli             | ste bili jedli             | boste jedli     | jejte        | bi jedli             | bi bili jedli      | bi bili jedli      |
| Pluriel                               | Troisième      | jejo / jedo       | so jedli        | so bili jedli              | so bili jedli              | bodo jedli      | naj jedo     | bi jedli             | bi bili jedli      | bi bili jedli      |
| Participes, Gérondifs et Noms verbaux |                |                   |                 |                            |                            |                 |              |                      |                    |                    |
|                                       |                | Singulier         | Singulier       | Singulier                  | Duel                       | Duel            | Duel         | Pluriel              | Pluriel            | Pluriel            |
|                                       | Nom            | Masculin          | Féminin         | Neutre                     | Masculin                   | Féminin         | Neutre       | Masculin             | Féminin            | Neutre             |
| Participes                            | Présent actif  | ---               | ---             | ---                        | ---                        | ---             | ---          | ---                  | ---                | ---                |
| Participes                            | Passé actif I  | jedel / jel       | jedla / jela    | jedlo / jelo               | jedla / jela               | jedli / jeli    | jedli / jeli | jedli / jeli         | jedle / jele       | jedla / jela       |
| Participes                            | Passé passif   | pojeden           | pojedena        | pojedeno                   | pojedena                   | pojedeni        | pojedeni     | pojedeni             | pojedene           | pojedena           |
| Gérondifs                             | Présent actif  | jede              | jede            | jede                       | Noms verbaux               | Infinitif       | jesti        | jesti                | jesti              | jesti              |
| Gérondifs                             | Passé actif II | pojevši           | pojevši         | pojevši                    | Noms verbaux               | Supin           | jest         | jest                 | jest               | jest               |

|                                       |                | Temps             |                 |                            |                            |                 |           |                      |                    |                    |
| Nombre                                | Personne       | Indicatif présent | Indicatif passé | Indicatif plus-que-parfait | Indicatif plus-que-parfait | Indicatif futur | Impératif | Conditionnel présent | Conditionnel passé | Conditionnel passé |
| Singulier                             | Première       | sem               | sem bil         | sem bil bil                | sem bil bil                | bom             | --        | bi bil               | bi bil bil         | bi bil bil         |
| Singulier                             | Deuxième       | si                | si bil          | si bil bil                 | si bil bil                 | boš             | bodi      | bi bil               | bi bil bil         | bi bil bil         |
| Singulier                             | Troisième      | je                | je bil          | je bil bil                 | je bil bil                 | bo              | naj je    | bi bil               | bi bil bil         | bi bil bil         |
| Duel                                  | Première       | sva               | sva bila        | sva bila bila              | sva bila bila              | bova            | bodiva    | bi bila              | bi bila bila       | bi bila bila       |
| Duel                                  | Deuxième       | sta               | sta bila        | sta bila bila              | sta bila bila              | bosta           | bodita    | bi bila              | bi bila bila       | bi bila bila       |
| Duel                                  | Troisième      | sta               | sta bila        | sta bil bila               | sta bil bila               | bosta           | naj sta   | bi bila              | bi bila bila       | bi bila bila       |
| Pluriel                               | Première       | smo               | smo bili        | smo bili bili              | smo bili bili              | bomo            | bodimo    | bi bili              | bi bili bili       | bi bili bili       |
| Pluriel                               | Deuxième       | ste               | ste bili        | ste bili bili              | ste bili bili              | boste           | bodite    | bi bili              | bi bili bili       | bi bili bili       |
| Pluriel                               | Troisième      | so                | so bili         | so bili bili               | so bili bili               | bodo            | naj so    | bi bili              | bi bili bili       | bi bili bili       |
| Participes, Gérondifs et noms verbaux |                |                   |                 |                            |                            |                 |           |                      |                    |                    |
|                                       |                | Singulier         | Singulier       | Singulier                  | Duel                       | Duel            | Duel      | Pluriel              | Pluriel            | Pluriel            |
|                                       | Nom            | Masculin          | Féminin         | Neutre                     | Masculin                   | Feminin         | Neutre    | Masculin             | Feminin            | Neutre             |
| Participes                            | Présent actif  | prihodnji         | prihodnja       | prihodnje                  | prihodnja                  | prihodnji       | prihodnji | prihodnji            | prihodnje          | prihodnja          |
| Participes                            | Passé actif I  | bil               | bila            | bilo                       | bila                       | bili            | bili      | bili                 | bile               | bila               |
| Participes                            | Passé passif   | ---               | ---             | ---                        | ---                        | ---             | ---       | ---                  | ---                | ---                |
| Gérondifs                             | Présent actif  | ---               | ---             | ---                        | Noms verbaux               | Infinitif       | biti      | biti                 | biti               | biti               |
| Gérondifs                             | Passé actif II | bivši             | bivši           | bivši                      | Noms verbaux               | Supin           | ---       | ---                  | ---                | ---                |

Au futur, il existe aussi des formes insérees -de entre la racine bo- et la terminaison. Par exemple bodem pour bom. La forme négative du verbe "ne pas être est formée en attachant ni- à la forme de l'indicatif présent. exemple : nisem.